# 타이탄 A.E.
《타이탄 A.E.》(Titan A.E.)는 2000년 개봉한 미국의 애니메이션 영화이다.

## 줄거리
서기 3028년. 우주 정복을 하고 싶어하는 외계인 종족의 공격으로 지구가 파괴된다. 지구의 천재 과학자 샘 터커는 아들 케일에게 지구 재생의 열쇠를 맡긴다. 그리고 15년 후, 케일은 동료와 지구 부활의 열쇠를 쥐고 우주선 타이탄을 찾는 모험이 시작된다.

## 배역
- 맷 데이먼 - 케일 터커 역
  - 알렉스 D. 린즈 - 어린 케일 터커
- 빌 풀먼 - 조지프 코소
- 존 레귀자모 - 군
- 네이선 레인 - 프리드
- 재닌 가로팔로 - 스티스
- 드루 배리모어 - 아키마 쿠니모토
- 론 펄먼 - 샘 터커
- 톤 로크 - 텍
- 짐 브루어 - 쿡
- 크리스토퍼 스카라보시오 - 드레즈 퀸
- 짐 커밍스 - 초퀸
- 찰스 로켓 - 프리캐시 및 노예 상인 감독
- 켄 허드슨 캠벨 - 포

## 평가
비평가의 평가는 평이 갈려 로튼토마토에서는 99개의 리뷰에서 52%의 지지율을 얻었다. 메타크리틱에서는 48점을 받았다.

## 흥행
북아메리카에서는 2,734개관에서 개봉 첫 주말 3일 동안 937만 6845달러를 매출을 올려 첫 등장 5위를 차지했다. 전세계 누계 흥행 수입은 3,675만 4,634달러이며, 제작비 7,500만 달러의 절반에도 못 미쳤다.